# Najna kitamati
Najna kitamati är en kräftdjursart som beskrevs av J. L. Barnard 1979. Najna kitamati ingår i släktet Najna och familjen Najnidae. Inga underarter finns listade i Catalogue of Life.